# Meghan Barthel
Meghan Barthel (* 23. März 2000 in Dresden) ist eine deutsche Volleyballspielerin. Die Zuspielerin spielt in der Saison 2024/25 beim Bundesligisten Ladies in Black Aachen.

## Karriere
Barthel begann ihre Karriere beim VC Olympia Dresden. Mit dem Nachwuchsteam spielte sie von 2015 bis 2020 in der Zweiten Bundesliga. 2020 wurde die Zuspielerin vom Erstligisten Schwarz-Weiss Erfurt verpflichtet. Erfurt kam in der Bundesliga-Saison 2020/21 nicht über den letzten Platz hinaus. Barthel wechselte anschließend zum Ligakonkurrenten USC Münster. In der Saison 2021/22 erreichte sie mit dem Verein das Pokal-Halbfinale, verpasste jedoch als Bundesliga-Neunter die Playoffs. Die folgende Saison endete für Barthel und Münster mit dem Achtelfinale im DVV-Pokal und dem Playoff-Viertelfinale.
Zur Saison 2023/24 unterschrieb Barthel zunächst beim belgischen Verein LVL Genk, aber das Engagement kam nicht zustande. Daraufhin spielte sie zunächst für den Drittligisten Neuseenland-Volleys Markkleeberg. Im Februar wechselte sie dann noch zum griechischen Verein OFA Apollonios. 2024 wurde die Zuspielerin vom Bundesligisten Ladies in Black Aachen verpflichtet.
Barthel spielte auch einige Nachwuchsturniere im Beachvolleyball. Dabei wurde sie 2017 mit Camilla Weitzel deutsche U19-Vizemeisterin.